# 6-Stunden-Rennen von Brands Hatch 1969

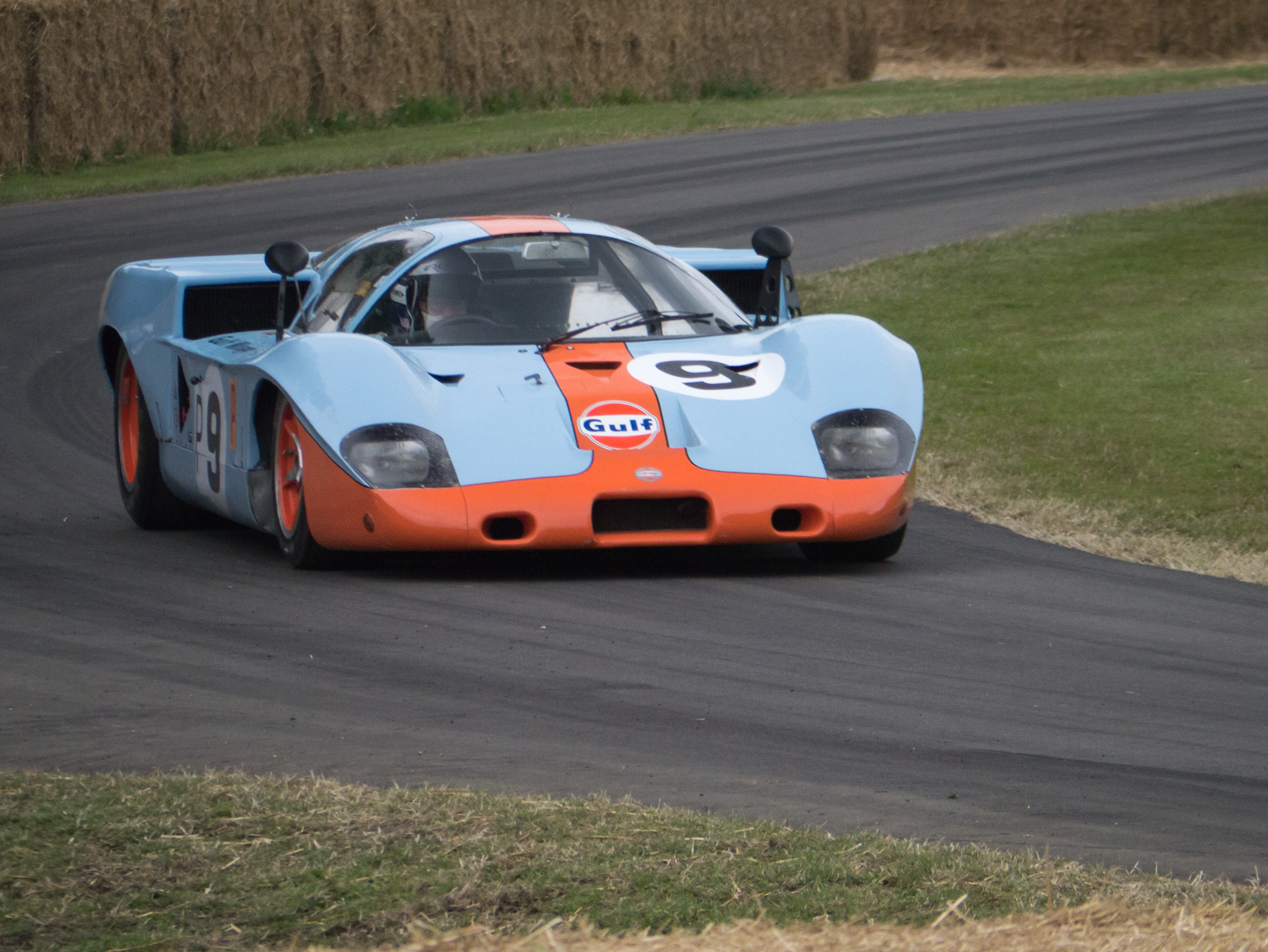
Der Mirage M2, gefahren von Jacky Ickx und Jackie Oliver, gab in Brands Hatch sein Debüt in der Weltmeisterschaft

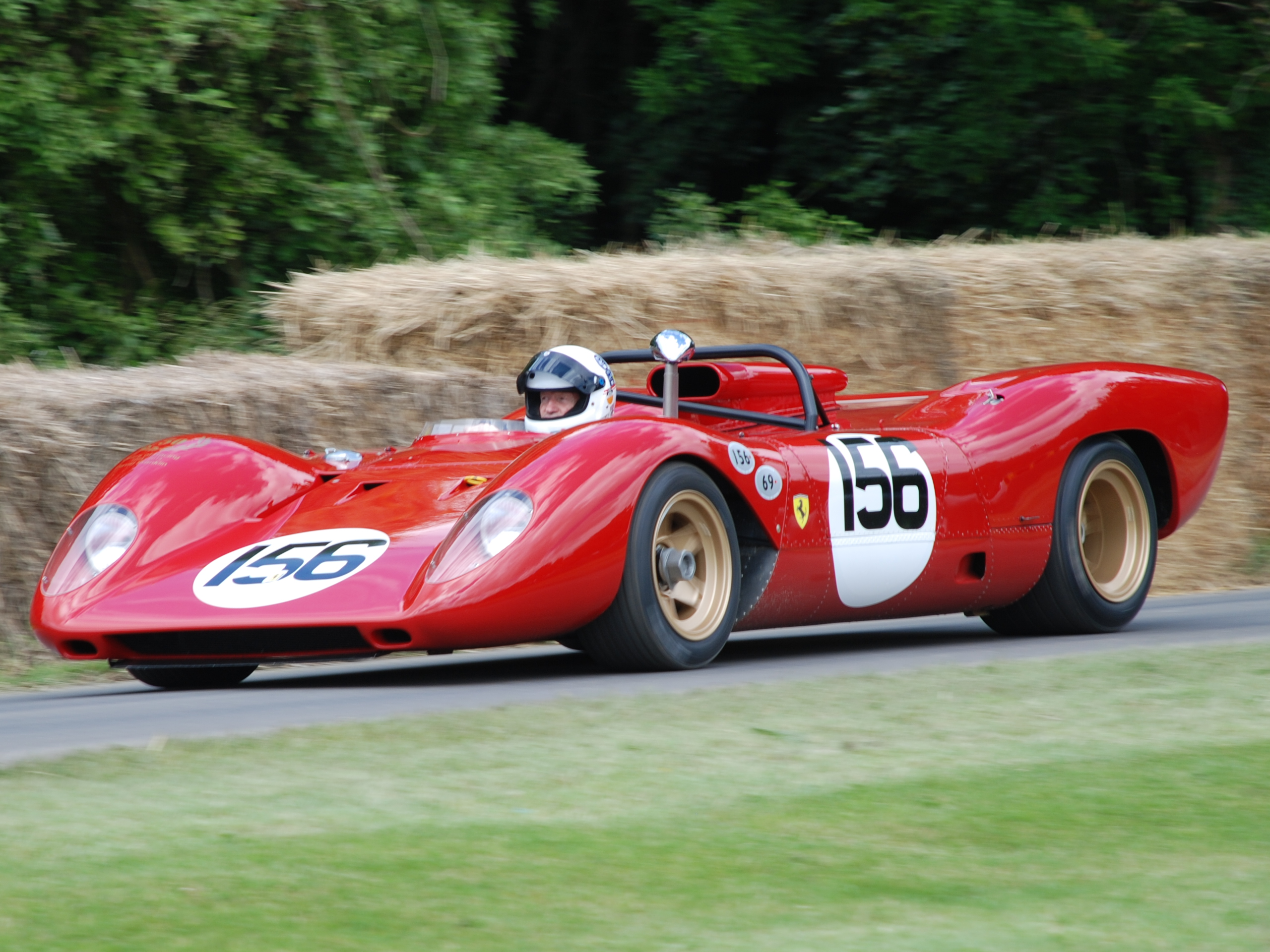
Ferrari 312P mit Spider-Karosserie, wie er in Brands Hatch von Chris Amon und Pedro Rodríguez gefahren wurde

Das 6-Stunden-Rennen von Brands Hatch 1969, auch BOAC International 500 World Championship Sportscar Race, Brands Hatch, fand am 13. April in Brands Hatch statt und war der dritte Wertungslauf der Sportwagen-Weltmeisterschaft dieses Jahres.

## Vor dem Rennen
Die Teamverantwortlichen von Porsche wurden beim ersten Renneinsatz der Porsche 908 beim Saisoneröffnungsrennen, dem 24-Stunden-Rennen von Daytona, Zeugen eines Debakels. Alle fünf gestarteten Werkswagen fielen wegen unterschiedlicher technischer Probleme aus. Auch beim 12-Stunden-Rennen von Sebring blieb das Porsche Team ohne Gesamtsieg. Für das Rennen in Brands Hatch meldete Porsche-Rennleiter Rico Steinemann vier neue Porsche 908/02 mit Spyder-Karosserie für die Fahrerpaarungen Jo Siffert/Brian Redman, Vic Elford/Richard Attwood, Gerhard Mitter/Udo Schütz und Hans Herrmann/Rolf Stommelen.
In Daytona gewann überraschend der von Roger Penske gemeldete Lola T70 Mk.3B GT von Mark Donohue und Chuck Parsons. In Brands Hatch standen sieben T70 MK.3 GT in der Meldeliste, die allesamt in der Sportwagenklasse bis 5 Liter Hubraum an den Start gingen, darunter der Scuderia Filipinetti-T70 von Jo Bonnier und Herbert Müller, der Wagen von David Piper mit dem Teamkollegen Roy Pierpoint und Paul Hawkins mit Partner Jonathan Williams.
In Sebring blieb der John Wyer-Ford GT40 von Jacky Ickx und Jackie Oliver siegreich. Wyer meldete einen GT40 für David Hobbs und Mike Hailwood und den neuen Mirage M2/300 für Jacky Ickx und Jackie Oliver. Der M2 war die erste komplette Neukonstruktion des Wyer-Teams, da der M1 ein umgebauter GT40 war. Die Entwurfsarbeit stammte von Len Terry und der 3-Liter-V12-Motor von B.R.M. Ein erfolgreiches Debüt hatte der Ferrari 312P bereits hinter sich. Der neue Prototyp der Scuderia kam beim 12-Stunden-Rennen in Sebring erstmals zum Einsatz. Chris Amon und Mario Andretti steuerten den 312P an die zweite Stelle der Gesamtwertung. Auch in Brands Hatch war nur ein 312P am Start, gefahren von Chris Amon und Pedro Rodríguez. Erstmals seit dem 1000-km-Rennen von Spa-Francorchamps 1968 setzte Alan Mann Racing zwei nunmehr detailverbesserte Ford F3L P68 ein. Neben Frank Gardner zählten die beiden ehemaligen Formel-1-Weltmeister Jack Brabham und Denny Hulme zum Rennteam.

## Das Rennen
Die schnellste Trainingszeit erzielte Jo Siffert im Porsche 908/02 mit der Startnummer 53. Die Pole-Position-Zeit betrug 1:28,800 Minuten. Neben in der ersten Reihe standen der Ferrari von Chris Amon, der im letzten Training nur 2/10 Sekunden langsamer war als Siffert im Porsche, und der Lola von Jo Bonnier. Nach Trainingsende verhinderte nur eine Absperrung aus Eisen ein weiteres Porsche-Debakel. Der Ford GT40 von Helmut Kelleners und Reinhold Joest rollte im Fahrerlager unbesetzt auf die vier abgestellten und abgedeckten Porsche zu, ehe er von der Absperrung gestoppt wurde.
Im Rennen waren die Porsche diesmal nicht zu schlagen. Neben den Vorteilen auf der Bahn hatte das Team auch die bessere Boxenstrategie. Um das Betanken mit Kannen zu verkürzen, benutzten die Mechaniker einen großen Trichter zum Einfüllen. War der Tank voll, rann der überschüssige Sprit über eine Leitung in einen Kanister. Porsche feierte einen Dreifachsieg vor dem Werks-312P. Bei Ferrari musste man einige unplanmäßige Boxenstopps einlegen, einmal wegen eines Reifenschadens. Der erste Einsatz des Mirage M2 endete nach 88 gefahrenen Runden durch einen Defekt der Antriebswelle. Von den beiden Ford F3L P69 konnte nur einer das Rennen aufnehmen. Der Wagen von Jack Brabham hatte vor dem Rennen einen Motorschaden, das zweite Fahrzeug musste nach kurzer Renndauer mangels Öldruck abgestellt werden. Einen schweren Unfall hatte Jo Bonnier im letzten Renndrittel, bei dem er unverletzt blieb. Da die Unfallursache nicht klar war, wurden die T70 von David Piper und Trevor Taylor aus dem Rennen genommen.

## Ergebnisse

### Schlussklassement
| 1               | P 3.0 | 53 | Porsche System Engineering Ltd.        | Jo Siffert Brian Redman                | Porsche 908/02    | 227 |
| 2               | P 3.0 | 55 | Porsche System Engineering Ltd.        | Vic Elford Richard Attwood             | Porsche 908/02    | 225 |
| 3               | P 3.0 | 54 | Porsche System Engineering Ltd.        | Gerhard Mitter Udo Schütz              | Porsche 908/02    | 223 |
| 4               | P 3.0 | 60 | Ferrari S.p.A. Sefac                   | Chris Amon Pedro Rodríguez             | Ferrari 312P      | 223 |
| 5               | S 5.0 | 10 | J. W. Automotive Engineering Ltd.      | David Hobbs Mike Hailwood              | Ford GT40         | 207 |
| 6               | P 3.0 | 56 | Porsche System Engineering Ltd.        | Hans Herrmann Rolf Stommelen           | Porsche 908/02    | 205 |
| 7               | S 2.0 | 25 | Chevron Cars                           | Reine Wisell John Hine                 | Chevron B8        | 205 |
| 8               | S 5.0 | 7  | Tech-Speed Racing                      | Chris Craft Eric Liddell               | Lola T70 Mk.3 GT  | 205 |
| 9               | S 2.0 | 21 | Racing Team V.D.S.                     | Rob Slotemaker Teddy Pilette           | Alfa Romeo T33/2  | 203 |
| 10              | P 3.0 | 62 | German B.G. Racing Team                | Gerhard Koch Hans-Dieter Dechent       | Porsche 907 2.2   | 201 |
| 11              | S 5.0 | 8  | Peter Sadler                           | Peter Sadler Paul Vestey               | Ford GT40         | 199 |
| 12              | S 2.0 | 24 | P. S. McNally                          | Digby Martland Richard Broström        | Porsche 910       | 199 |
| 13              | P 2.0 | 71 | Gold Leaf Team Lotus                   | John Miles Brian Muir                  | Lotus 62          | 190 |
| 14              | S 2.0 | 27 | Clive Baker                            | Peter Brown Roger Enever               | Chevron B8        | 187 |
| 15              | P 2.0 | 82 | Scodec de Cadenet                      | Tony Beeson Alain de Cadenet           | Ferrari Dino 206S | 187 |
| 16              | S 5.0 | 9  | IGFA German Racing Team                | Helmut Kelleners Reinhold Joest        | Ford GT40         | 186 |
| 17              | S 5.0 | 2  | David Piper                            | David Piper Roy Pierpoint              | Lola T70 Mk.3B GT | 182 |
| 18              | P 2.0 | 79 | Ben Shermann Originals Ltd.            | John Blades Jim Morley                 | Chevron B8        | 181 |
| 19              | S 5.0 | 5  | Team Elite                             | Trevor Taylor Hugh Dibley              | Lola T70 Mk.3B GT | 178 |
| 20              | S 5.0 | 3  | Scuderia Filipinetti Ecurie Bonnier    | Jo Bonnier Herbert Müller              | Lola T70 Mk.3B GT | 173 |
| 21              | S 5.0 | 6  | Sportscars Switzerland                 | Robin Widdows Ulf Norinder             | Lola T70 Mk.3B GT | 170 |
| 22              | P 2.0 | 81 | Julian Hasler                          | Mike Crabtree Peter Jackson            | Nomad Mk.1        | 157 |
| 23              | P 2.0 | 83 | S.R.T. Holland                         | Gijs van Lennep Toine Hezemans         | Abarth 2000S      | 148 |
| Ausgefallen     |       |    |                                        |                                        |                   |     |
| 24              | S 5.0 | 1  | Paul Hawkins Racing Ltd.               | Paul Hawkins Jonathan Williams         | Lola T70 Mk.3B GT | 133 |
| 25              | S 5.0 | 4  | Sidney Taylor                          | Peter Revson Sten Axelsson Denny Hulme | Lola T70 Mk.3B GT | 120 |
| 26              | S 2.0 | 22 | Racing Team V.D.S.                     | Gustave Gosselin Claude Bourgoignie    | Alfa Romeo T33/2  | 100 |
| 27              | S 5.0 | 11 | Escuderia Montjuich                    | José Juncadella Gordon Spice           | Ford GT40         | 95  |
| 28              | P 3.0 | 51 | J. W. Automotive Engineering Ltd.      | Jacky Ickx Jackie Oliver               | Mirage M2/300     | 88  |
| 29              | P 2.0 | 78 | Chevron Cars                           | John Lepp John Bridges                 | Chevron B8        | 50  |
| 30              | P 3.0 | 63 | German Racing Team                     | Rudi Lins Willi Kauhsen                | Porsche 907 2.2   | 44  |
| 31              | S 2.0 | 23 | Nick Gold                              | Nick Gold Juan Fernández               | Porsche 906       | 40  |
| 32              | P 3.0 | 58 | Alan Mann Racing Ltd.                  | Denny Hulme Frank Gardner              | Ford F3L P68      | 14  |
| 33              | P 2.0 | 75 | W. J. Tee                              | Ian Tee Willie Green                   | Ginetta G16A      | 9   |
| 34              | S 5.0 | 12 | David Prophet                          | David Prophet Edward Nelson            | Lola T70 Mk.3 GT  | 4   |
| Nicht gestartet |       |    |                                        |                                        |                   |     |
| 35              | S 2.0 | 26 | Road & Racing Accessories Holborn Ltd. | Tim Schenken John Fenning              | Chevron B8        | 1   |
| 36              | P 3.0 | 57 | Alan Mann Racing Ltd.                  | Jack Brabham Frank Gardner             | Ford F3L P69      | 2   |
| 37              | P 2.0 | 73 | Roger Nathan Racing Ltd.               | Roger Nathan Clive Baker               | Astra RNR1        | 3   |

1 Unfall im Training
2 Motorschaden vor dem Rennstart
3 nicht gestartet

### Nur in der Meldeliste
Hier finden sich Teams, Fahrer und Fahrzeuge, die ursprünglich für das Rennen gemeldet waren, aber aus den unterschiedlichsten Gründen daran nicht teilnahmen.
| Pos. | Klasse | Nr. | Team                              | Fahrer                                       | Chassis       |
| ---- | ------ | --- | --------------------------------- | -------------------------------------------- | ------------- |
| 38   | S 2.0  | 23  | Sportscar Switzerland             | Richard Broström Masten Gregory Gordon Spice | Porsche 910   |
| 39   | S 2.0  | 29  | Wicky Racing Team                 | André Wicky Jean-Pierre Hanrioud             | Porsche 910   |
| 40   | P 3.0  | 52  | J. W. Automotive Engineering Ltd. | David Hobbs Mike Hailwood                    | Mirage M2/300 |
| 41   | P 3.0  | 61  | Ferrari S.p.A. Sefac              |                                              | Ferrari 312P  |
| 42   | P 2.0  | 72  | Gold Leaf Team Lotus              | Mike Beckwith Mo Nunn                        | Lotus 62      |
| 43   | P 2.0  | 74  | Escuderia Nacional C.S.           | Àlex Soler-Roig Rudi Lins                    | Porsche 907   |
| 44   | P 2.0  | 76  | Piper Cars Ltd.                   | Peter Creasey John Bamford                   | Piper GTR     |
| 45   | P 2.0  | 77  | Mark Konig                        | Roy Pierpoint Mark Konig                     | Nomad Mk.2    |
| 46   | P 2.0  | 80  | William Bradley                   | William Bradley                              | Porsche 907   |

### Klassensieger
| Klasse | Fahrer       | Fahrer        | Fahrzeug       | Platzierung im Gesamtklassement |
| ------ | ------------ | ------------- | -------------- | ------------------------------- |
| P 3.0  | Jo Siffert   | Brian Redman  | Porsche 908/02 | Gesamtsieg                      |
| P 2.0  | John Miles   | Brian Muir    | Lotus 62       | Rang 13                         |
| S 5.0  | David Hobbs  | Mike Hailwood | Ford GT40      | Rang 5                          |
| S 2.0  | Reine Wisell | John Hine     | Chevron B8     | Rang 7                          |

### Renndaten
- Gemeldet: 46
- Gestartet: 34
- Gewertet: 23
- Rennklassen: 4
- Zuschauer: unbekannt
- Wetter am Renntag: erst warm und trocken, Regen am Ende des Rennens
- Streckenlänge: 4,265 km
- Fahrzeit des Siegerteams: 6:00:08,400 Stunden
- Gesamtrunden des Siegerteams: 227
- Gesamtdistanz des Siegerteams: 968,101 km
- Siegerschnitt: 161,287 km/h
- Pole-Position: Jo Siffert – Porsche 908/02 (#53) – 1:28,800
- Schnellste Rennrunde: unbekannt
- Rennserie: 3. Lauf zur Sportwagen-Weltmeisterschaft 1969